# Telchinia acuta
Telchinia acuta is een vlinder uit de familie van de Nymphalidae. De wetenschappelijke naam van de soort is voor het eerst gepubliceerd in 1969 door Graham Howarth.
De soort komt voor in Tanzania, Malawi en Zambia.